# David Byrne (południowoafrykański piłkarz)
David Byrne (ur. 11 stycznia 1960 w Guildfordzie) – południowoafrykański piłkarz pochodzenia angielskiego, grający na pozycji napastnika, reprezentant kraju U-23.

## Kariera piłkarska
David Byrne urodził się w Anglii, jednak wychowywał się w Kapsztadzie. W 1979 roku wyjechał do Stanów Zjednoczonych grać w klubie ligi NASL – Atlanta Chiefs, gdzie grał zarówno w głównej, jak i halowej drużynie tego klubu. W sezonie 1980 z 23 golami został królem strzelców halowej ligi NASL. Z klubu odszedł w 1981 roku (51 meczów i 4 gole w lidze NASL, 28 meczów i 37 goli w halowej lidze NASL).
Następnie został zawodnikiem Toronto Blizzard, z którym dwukrotnie zdobył wicemistrzostwo NASL (1983, 1984) oraz w tych samych sezonach był wybierany do Drugiej Drużyny Gwiazd. Z klubu odszedł po sezonie 1984 i rozegraniu 81 meczów i strzeleniu 33 goli w lidze NASL oraz 18 meczów w halowej lidze NASL.
Następnie Byrne wyjechał do Portugalii grać najpierw w Estorilu Praii (1983-1984 – 14 meczów, 1 gol), a potem w latach 1984–1985 w CF Os Belenenses (19 meczów, 1 gol). Następnie Byrne wrócił do Stanów Zjednoczonych grać w lidze MISL: Minnesota Strikers (1985-1988 – 117 meczów i 68 goli, wicemistrzostwo MISL 1986), Baltimore Blast (1988-1990 – 64 mecze i 32 gole, dwukrotne wicemistrzostwo MISL – 1989, 1990) oraz Wichita Wings (1989-1992 – 104 mecze i 54 goli). Grał także przez krótki czas w klubie ligi CSL – Toronto Blizzard (1989) oraz w lidze APSL – Tampa Bay Rowdies (1990-1991).
Następnie wrócił do ojczyzny grać w Hellenic FC, gdzie w 1994 roku po raz pierwszy zakończył piłkarską karierę, jednak w 1998 roku wznowił karierę w Santosie Kapsztad, gdzie był również grającym asystentem trenera oraz w 1999 roku ostatecznie zakończył piłkarską karierę.

## Kariera reprezentacyjna
David Byrne w 1994 roku mimo przekroczonego wieku zaliczył występy w reprezentacji RPA U-23 oraz był dwukrotnie powołany do seniorskiej reprezentacji RPA, jednak Byrne nigdy w niej nie zagrał.

## Kariera trenerska
David Byrne po zakończeniu kariery piłkarskiej rozpoczął karierę trenerską. W 1997 roku był asystentem trenera w Michau Warriors z siedzibą w Port Elizabeth, a w latach 1998–1999 był grającym asystentem trenera w Santosie Kapsztad. Następnie w latach 2000–2003 był asystentem trenera w Black Leopards, a potem był tymczasowym trenerem tego klubu, a do listopada 1994 roku był trenerem Avendale Athletico.

## Sukcesy piłkarskie

### Toronto Blizzard
- Wicemistrzostwo NASL: 1983, 1984

### Minnesota Strikers
- Wicemistrzostwo MISL: 1986

### Baltimore Blast
- Wicemistrzostwo MISL: 1989, 1990

### Indywidualne
- Odkrycie ligi NASL: 1981

## Życie prywatne
David Byrne jest synem angielskiego piłkarza, gwiazdy West Ham United – Johnny’ego. Brat Davida – Mark również był piłkarzem oraz trenerem m.in. w akademii trenerskiej w Udinese Calcio.